# Coming of Age (Foster the People)
Coming of Age è un singolo del gruppo musicale statunitense Foster the People, pubblicato nel 2014 ed estratto dall'album Supermodel.

## Tracce
- Download digitale

1. Coming of Age – 4:40

## Formazione
Gruppo
- Mark Foster - voce, chitarra, sintetizzatore, clavicembalo, piano
- Cubbie Fink - basso
- Mark Pontius - batteria

Altri musicisti
- Isom Innis - sintetizzatore
- Sean Cimino - chitarra
- Paul Epworth - sintetizzatore